# Bóng chuyền bãi biển tại Thế vận hội Mùa hè 2016 - Nam
Nội dung bóng chuyền bãi biển nam tại Thế vận hội Mùa hè 2016 ở Rio de Janeiro, Brasil, diễn ra trên Sân vận động Copacabana. Nội dung được diễn ra từ ngày 6 tới 18 tháng 8 năm 2016. Hai tư đội với 48 vận động viên từ khắp nơi trên thế giới tranh tài giành huy chương vàng.

## Bốc thăm bảng đấu
Hai tư đội được chia vào sáu bảng với bốn đội. Sáu đội đứng đầu bảng xếp hạng Olympic bóng chuyền bãi biển FIVB vào ngày 12 tháng 6 năm 2016 sẽ được xếp hạng hạt giống và được xếp vào các bảng từ A tới F. Các đội từ bảy đến chín từ bảng xếp hạng được bốc thăm trước vào các bảng F, E, hoặc D. Rồi, từ thứ mười tới mười hai được bốc thăm vào các bảng C, B, hoặc A. Lượt bốc thăm thứ ba gồm các đội từ thứ mười ba tới mười bảy. Họ sẽ được bốc thăm vào các bảng A tới E. Suất còn lại sẽ là một trong năm đội vô địch châu lục. Tiếp theo, bốn đội còn lại được bốc thăm vào bảng F tới C. Cuối cùng đội vô địch và á quân Cúp châu lục thế giới được bốc thăm vào hai suất cuối. Các đội từ cùng một quốc gia sẽ không nằm chung một bảng, trừ lượt bốc thăm cuối.
| Nhóm      | Đội                                         | NOC         |
| --------- | ------------------------------------------- | ----------- |
| Hạt giống | Alison Cerutti / Bruno Oscar Schmidt        | Brasil      |
| Hạt giống | Alexander Brouwer / Robert Meeuwsen         | Hà Lan      |
| Hạt giống | Phil Dalhausser / Nick Lucena               | Hoa Kỳ      |
| Hạt giống | Evandro Oliveira / Pedro Solberg Salgado    | Brasil      |
| Hạt giống | Reinder Nummerdor / Christiaan Varenhorst   | Hà Lan      |
| Hạt giống | Jake Gibb / Casey Patterson                 | Hoa Kỳ      |
| Lượt 1    | Adrián Gavira / Pablo Herrera               | Tây Ban Nha |
| Lượt 1    | Aleksandrs Samoilovs / Jānis Šmēdiņš        | Latvia      |
| Lượt 1    | Viacheslav Krasilnikov / Konstantin Semenov | Nga         |
| Lượt 2    | Daniele Lupo / Paolo Nicolai                | Ý           |
| Lượt 2    | Piotr Kantor / Bartosz Łosiak               | Ba Lan      |
| Lượt 2    | Adrian Carambula / Alex Ranghieri           | Ý           |
| Lượt 3    | Clemens Doppler / Alexander Horst           | Áo          |
| Lượt 3    | Grzegorz Fijałek / Mariusz Prudel           | Ba Lan      |
| Lượt 3    | Markus Böckermann / Lars Flüggen            | Đức         |
| Lượt 3    | Ben Saxton / Chaim Schalk                   | Canada      |
| Lượt 3    | Lombardo Ontiveros / Juan Virgen            | México      |
| Lượt 4–5  | Jefferson Pereira / Cherif Younousse        | Qatar       |
| Lượt 4–5  | Mohamed Arafet Naceur / Choaib Belhaj Salah | Tunisia     |
| Lượt 4–5  | Alexander Huber / Robin Seidl               | Áo          |
| Lượt 4–5  | Esteban Grimalt / Marco Grimalt             | Chile       |
| Lượt 4–5  | Nivaldo Díaz / Sergio González              | Cuba        |
| Lượt 6    | Josh Binstock / Sam Schachter               | Canada      |
| Lượt 6    | Dmitri Barsouk / Nikita Liamin              | Nga         |

| Bảng A                       |
| ---------------------------- |
| Alison – Bruno Schmidt (BRA) |
| Carambula – Ranghieri (ITA)  |
| Doppler – Horst (AUT)        |
| Binstock – Schachter (CAN)   |

| Bảng C                    |
| ------------------------- |
| Dalhausser – Lucena (USA) |
| Lupo – Nicolai (ITA)      |
| Ontiveros – Virgen (MEX)  |
| Belhaj – Naceur (TUN)     |

| Bảng E                        |
| ----------------------------- |
| Nummerdor – Varenhorst (NED)  |
| Krasilnikov – Semenov (RUS)   |
| Fijałek – Prudel (POL)        |
| Grimalt E. – Grimalt M. (CHI) |

| Bảng B                     |
| -------------------------- |
| Brouwer – Meeuwsen (NED)   |
| Kantor – Łosiak (POL)      |
| Böckermann – Flüggen (GER) |
| Barsouk – Liamin (RUS)     |

| Bảng D                        |
| ----------------------------- |
| Evandro – Pedro Solberg (BRA) |
| Samoilovs – Šmēdiņš (LAT)     |
| Saxton – Schalk (CAN)         |
| Díaz – González (CUB)         |

| Bảng F                   |
| ------------------------ |
| Gibb – Patterson (USA)   |
| Gavira – Herrera (ESP)   |
| Huber – Seidl (AUT)      |
| Cherif – Jefferson (QAT) |

| Bảng A                       |
| ---------------------------- |
| Alison – Bruno Schmidt (BRA) |
| Carambula – Ranghieri (ITA)  |
| Doppler – Horst (AUT)        |
| Binstock – Schachter (CAN)   |

| Bảng C                    |
| ------------------------- |
| Dalhausser – Lucena (USA) |
| Lupo – Nicolai (ITA)      |
| Ontiveros – Virgen (MEX)  |
| Belhaj – Naceur (TUN)     |

| Bảng E                        |
| ----------------------------- |
| Nummerdor – Varenhorst (NED)  |
| Krasilnikov – Semenov (RUS)   |
| Fijałek – Prudel (POL)        |
| Grimalt E. – Grimalt M. (CHI) |

| Bảng B                     |
| -------------------------- |
| Brouwer – Meeuwsen (NED)   |
| Kantor – Łosiak (POL)      |
| Böckermann – Flüggen (GER) |
| Barsouk – Liamin (RUS)     |

| Bảng D                        |
| ----------------------------- |
| Evandro – Pedro Solberg (BRA) |
| Samoilovs – Šmēdiņš (LAT)     |
| Saxton – Schalk (CAN)         |
| Díaz – González (CUB)         |

| Bảng F                   |
| ------------------------ |
| Gibb – Patterson (USA)   |
| Gavira – Herrera (ESP)   |
| Huber – Seidl (AUT)      |
| Cherif – Jefferson (QAT) |

## Địa điểm thi đấu
| Rio de Janeiro, Brazil  |
| ----------------------- |
| Sân vận động Copacabana |
| Sức chứa: 12,000        |
|                         |

## Thể thức
Vòng bảng sẽ là cuộc đấu của hai mươi tư đội chia thành sáu bảng bốn đội thi đấu vòng tròn một lượt. Hai đội có thứ hạng cao nhất mỗi bảng và hai đội thứ ba tốt nhất sẽ lọt vào vòng loại trực tiếp. Bốn đội xếp thứ ba còn lại sẽ thi đấu playoff để chọn hai suất cuối. Các đội xếp cuối mỗi bảng được xếp hạng mười chín chung cuộc. Các đội thua trận playoff đồng vị trí mười bảy. Vòng loại trực tiếp sẽ sử dụng thể thức một trận loại trực tiếp. Các đội thua ở vòng 16 đội được xếp hạng chín. Bốn đội thua ở bán kết được xếp hạng năm. Đội thắng bán kết sẽ tranh huy chương vàng còn đội thua sẽ tranh huy chương đồng.

## Tiêu chí xếp hạng bảng đấu
1. Điểm trận (2 cho đội thắng, 1 cho đội thua, 0 nếu bỏ cuộc)
2. Giữa 2 đội xem xét tỉ số điểm chung cuộc / Giữa 3 đội tỉ số điểm đối đầu
3. Hạng hạt giống

## Trọng tài
Dưới đây là các trọng tài được lựa chọn.
- Osvaldo Sumavil
- Mário Ferro
- Elizir Martins de Oliveira
- Lucie Guillemette
- Wang Lijun
- Juan Carlos Saavedra
- Charalampos Papadogoulas
- Davide Crescentini
- Mariko Satomi
- Carlos L. Rivera Rodriguez
- Roman Pristovakin
- Giovanni Bake
- José Maria Padron
- Jonas Personeni
- Kritsada Panaseri
- Daniel Apol

## Vòng bảng
- Tất cả tính theo Giờ Brasília (UTC−03:00).

### Bảng A
| VT | Đội                          | Tr | T | B | Đ | ST | SB | TSS   | ĐST | ĐSB | TSĐS  | Giành quyền tham dự |
| -- | ---------------------------- | -- | - | - | - | -- | -- | ----- | --- | --- | ----- | ------------------- |
| 1  | Carambula – Ranghieri (ITA)  | 3  | 2 | 1 | 5 | 4  | 3  | 1,333 | 127 | 119 | 1,067 | Vòng 16 đội         |
| 2  | Alison – Bruno Schmidt (BRA) | 3  | 2 | 1 | 5 | 5  | 2  | 2,500 | 140 | 128 | 1,094 | Vòng 16 đội         |
| 3  | Doppler – Horst (AUT)        | 3  | 2 | 1 | 5 | 4  | 4  | 1,000 | 133 | 145 | 0,917 | Vòng 16 đội         |
| 4  | Binstock – Schachter (CAN)   | 3  | 0 | 3 | 3 | 2  | 6  | 0,333 | 137 | 145 | 0,945 |                     |

| 6 tháng 8 năm 2016 10:00 |

| Carambula – Ranghieri   | 2–0 | Doppler – Horst |
| (21–14, 21–13) Chi tiết |     |                 |

| Sân vận động Copacabana, Rio de Janeiro Trọng tài: Mário Ferro (BRA), Osvaldo Sumavil (ARG) |

| 6 tháng 8 năm 2016 11:00 |

| Alison – Bruno Schmidt  | 2–0 | Binstock – Schachter |
| (21–19, 22–20) Chi tiết |     |                      |

| Sân vận động Copacabana, Rio de Janeiro Trọng tài: Roman Pristovakin (RUS), Wang Lijun (CHN) |

| 8 tháng 8 năm 2016 15:30 |

| Alison – Bruno Schmidt         | 1–2 | Doppler – Horst |
| (21–23, 21–16, 13–15) Chi tiết |     |                 |

| Sân vận động Copacabana, Rio de Janeiro Khán giả: 8,593 Trọng tài: Daniel Apol (USA), Kritsada Panaseri (THA) |

| 8 tháng 8 năm 2016 21:00 |

| Carambula – Ranghieri          | 2–1 | Binstock – Schachter |
| (21–18, 14–21, 15–11) Chi tiết |     |                      |

| Sân vận động Copacabana, Rio de Janeiro Trọng tài: Osvaldo Sumavil (ARG), Jonas Personeni (SUI) |

| 10 tháng 8 năm 2016 15:30 |

| Alison – Bruno Schmidt  | 2–0 | Carambula – Ranghieri |
| (21–19, 21–16) Chi tiết |     |                       |

| Sân vận động Copacabana, Rio de Janeiro Khán giả: 6,531 Trọng tài: José Padron (ESP), Carlos Rodríguez (PUR) |

| 11 tháng 8 năm 2016 00:00 |

| Doppler – Horst               | 2–1 | Binstock – Schachter |
| (21–19, 16–21, 15–8) Chi tiết |     |                      |

| Sân vận động Copacabana, Rio de Janeiro Khán giả: 1,953 Trọng tài: Jonas Personeni (SUI), Giovanni Bake (RSA) |

### Bảng B
| VT | Đội                        | Tr | T | B | Đ | ST | SB | TSS   | ĐST | ĐSB | TSĐS  | Giành quyền tham dự |
| -- | -------------------------- | -- | - | - | - | -- | -- | ----- | --- | --- | ----- | ------------------- |
| 1  | Brouwer – Meeuwsen (NED)   | 3  | 3 | 0 | 6 | 6  | 1  | 6,000 | 138 | 121 | 1,140 | Vòng 16 đội         |
| 2  | Barsouk – Liamin (RUS)     | 3  | 2 | 1 | 5 | 4  | 2  | 2,000 | 113 | 194 | 0,582 | Vòng 16 đội         |
| 3  | Kantor – Łosiak (POL)      | 3  | 1 | 2 | 4 | 2  | 4  | 0,500 | 113 | 116 | 0,974 | Playoff             |
| 4  | Böckermann – Flüggen (GER) | 3  | 0 | 3 | 3 | 1  | 6  | 0,167 | 117 | 140 | 0,836 |                     |

| 6 tháng 8 năm 2016 17:30 |

| Brouwer – Meeuwsen      | 2–0 | Barsouk – Liamin |
| (21–15, 21–14) Chi tiết |     |                  |

| Sân vận động Copacabana, Rio de Janeiro Trọng tài: Juan Saavedra (COL), Daniel Apol (USA) |

| 6 tháng 8 năm 2016 21:00 |

| Kantor – Łosiak         | 2–0 | Böckermann – Flüggen |
| (21–11, 23–21) Chi tiết |     |                      |

| Sân vận động Copacabana, Rio de Janeiro Khán giả: 3,135 Trọng tài: Lucie Guillemette (CAN), Mário Ferro (BRA) |

| 8 tháng 8 năm 2016 12:00 |

| Kantor – Łosiak         | 0–2 | Barsouk – Liamin |
| (14–21, 17–21) Chi tiết |     |                  |

| Sân vận động Copacabana, Rio de Janeiro Trọng tài: Mário Ferro (BRA), Jonas Personeni (SUI) |

| 8 tháng 8 năm 2016 18:30 |

| Brouwer – Meeuwsen             | 2–1 | Böckermann – Flüggen |
| (21–19, 17–21, 16–14) Chi tiết |     |                      |

| Sân vận động Copacabana, Rio de Janeiro Khán giả: 8,593 Trọng tài: José Padron (ESP), Elzir De Oliveira (BRA) |

| 10 tháng 8 năm 2016 16:30 |

| Brouwer – Meeuwsen      | 2–0 | Kantor – Łosiak |
| (21–19, 21–19) Chi tiết |     |                 |

| Sân vận động Copacabana, Rio de Janeiro Khán giả: 6,531 Trọng tài: Daniel Apol (USA), Juan Saavedra (COL) |

| 10 tháng 8 năm 2016 23:00 |

| Böckermann – Flüggen    | 0–2 | Barsouk – Liamin |
| (14–21, 17–21) Chi tiết |     |                  |

| Sân vận động Copacabana, Rio de Janeiro Khán giả: 4,246 Trọng tài: Wang Lijun (CHN), Charalampos Papadogoulas (GRE) |

### Bảng C
| VT | Đội                       | Tr | T | B | Đ | ST | SB | TSS   | ĐST | ĐSB | TSĐS  | Giành quyền tham dự |
| -- | ------------------------- | -- | - | - | - | -- | -- | ----- | --- | --- | ----- | ------------------- |
| 1  | Dalhausser – Lucena (USA) | 3  | 3 | 0 | 6 | 6  | 1  | 6,000 | 146 | 107 | 1,364 | Vòng 16 đội         |
| 2  | Ontiveros – Virgen (MEX)  | 3  | 2 | 1 | 5 | 4  | 3  | 1,333 | 123 | 108 | 1,139 | Vòng 16 đội         |
| 3  | Lupo – Nicolai (ITA)      | 3  | 1 | 2 | 4 | 4  | 4  | 1,000 | 144 | 142 | 1,014 | Playoff             |
| 4  | Belhaj – Naceur (TUN)     | 3  | 0 | 3 | 3 | 0  | 6  | 0,000 | 70  | 126 | 0,556 |                     |

| 7 tháng 8 năm 2016 12:00 |

| Lupo – Nicolai                 | 1–2 | Ontiveros – Virgen |
| (21–14, 14–21, 11–15) Chi tiết |     |                    |

| Sân vận động Copacabana, Rio de Janeiro Khán giả: 8,433 Trọng tài: Juan Saavedra (COL), Mariko Satomi (JPN) |

| 7 tháng 8 năm 2016 16:30 |

| Dalhausser – Lucena    | 2–0 | Belhaj – Naceur |
| (21–7, 21–13) Chi tiết |     |                 |

| Sân vận động Copacabana, Rio de Janeiro Khán giả: 8,924 Trọng tài: Wang Lijun (CHN), Jonas Personeni (SUI) |

| 9 tháng 8 năm 2016 11:00 |

| Dalhausser – Lucena     | 2–0 | Ontiveros – Virgen |
| (21–14, 21–17) Chi tiết |     |                    |

| Sân vận động Copacabana, Rio de Janeiro Khán giả: 3,988 Trọng tài: Juan Saavedra (COL), Elizir de Oliveira (BRA) |

| 9 tháng 8 năm 2016 22:00 |

| Lupo – Nicolai          | 2–0 | Belhaj – Naceur |
| (21–17, 21–13) Chi tiết |     |                 |

| Sân vận động Copacabana, Rio de Janeiro Khán giả: 6,671 Trọng tài: Mariko Satomi (JPN), Juan Saavedra (COL) |

| 11 tháng 8 năm 2016 16:30 |

| Dalhausser – Lucena            | 2–1 | Lupo – Nicolai |
| (21–13, 17–21, 24–22) Chi tiết |     |                |

| Sân vận động Copacabana, Rio de Janeiro Khán giả: 8,241 Trọng tài: Mário Ferro (BRA), Osvaldo Sumavil (ARG) |

| 11 tháng 8 năm 2016 16:30 |

| Ontiveros – Virgen      | 2–0 | Belhaj – Naceur |
| (21–10, 21–10) Chi tiết |     |                 |

| Sân vận động Copacabana Court 1, Rio de Janeiro Trọng tài: Giovanni Bake (RSA), Charalampos Papadogoulas (GRE) |

### Bảng D
| VT | Đội                           | Tr | T | B | Đ | ST | SB | TSS   | ĐST | ĐSB | TSĐS  | Giành quyền tham dự |
| -- | ----------------------------- | -- | - | - | - | -- | -- | ----- | --- | --- | ----- | ------------------- |
| 1  | Díaz – González (CUB)         | 3  | 3 | 0 | 6 | 6  | 2  | 3,000 | 159 | 142 | 1,120 | Vòng 16 đội         |
| 2  | Evandro – Pedro Solberg (BRA) | 3  | 1 | 2 | 4 | 4  | 5  | 0,800 | 157 | 159 | 0,987 | Vòng 16 đội         |
| 3  | Saxton – Schalk (CAN)         | 3  | 1 | 2 | 4 | 3  | 5  | 0,600 | 138 | 149 | 0,926 | Playoff             |
| 4  | Samoilovs – Šmēdiņš (LAT)     | 3  | 1 | 2 | 4 | 4  | 5  | 0,800 | 150 | 164 | 0,915 |                     |

| 7 tháng 8 năm 2016 17:30 |

| Evandro – Pedro Solberg        | 1–2 | Díaz – González |
| (22–24, 23–21, 13–15) Chi tiết |     |                 |

| Sân vận động Copacabana, Rio de Janeiro Khán giả: 8,540 Trọng tài: Charalampos Papadogoulas (GRE), Osvaldo Sumavil (ARG) |

| 8 tháng 8 năm 2016 00:00 |

| Samoilovs – Šmēdiņš            | 2–1 | Saxton – Schalk |
| (21–17, 18–21, 15–13) Chi tiết |     |                 |

| Sân vận động Copacabana, Rio de Janeiro Khán giả: 8,274 Trọng tài: Elzir De Oliveira (BRA), Daniel Apol (USA) |

| 9 tháng 8 năm 2016 10:00 |

| Evandro – Pedro Solberg        | 1–2 | Saxton – Schalk |
| (21–17, 18–21, 14–16) Chi tiết |     |                 |

| Sân vận động Copacabana, Rio de Janeiro Khán giả: 3,988 Trọng tài: Daniel Apol (USA), Mariko Satomi (JPN) |

| 9 tháng 8 năm 2016 15:30 |

| Samoilovs – Šmēdiņš           | 1–2 | Díaz – González |
| (21–23, 21–19. 9–15) Chi tiết |     |                 |

| Sân vận động Copacabana, Rio de Janeiro Khán giả: 6,353 Trọng tài: Roman Pristovakin (RUS), Jonas Personeni (SUI) |

| 11 tháng 8 năm 2016 11:00 |

| Saxton – Schalk         | 0–2 | Díaz – González |
| (15–21, 18–21) Chi tiết |     |                 |

| Sân vận động Copacabana, Rio de Janeiro Khán giả: 7,838 Trọng tài: Davide Crescentini (ITA), Elzir De Oliveira (BRA) |

| 11 tháng 8 năm 2016 17:30 |

| Evandro – Pedro Solberg       | 2–1 | Samoilovs – Šmēdiņš |
| (21–16, 20–22, 15–7) Chi tiết |     |                     |

| Sân vận động Copacabana, Rio de Janeiro Khán giả: 8,722 Trọng tài: Jonas Personeni (SUI), Wang Lijun (CHN) |

### Bảng E
| VT | Đội                           | Tr | T | B | Đ | ST | SB | TSS   | ĐST | ĐSB | TSĐS  | Giành quyền tham dự |
| -- | ----------------------------- | -- | - | - | - | -- | -- | ----- | --- | --- | ----- | ------------------- |
| 1  | Krasilnikov – Semenov (RUS)   | 3  | 3 | 0 | 6 | 6  | 1  | 6,000 | 134 | 103 | 1,301 | Vòng 16 đội         |
| 2  | Nummerdor – Varenhorst (NED)  | 3  | 2 | 1 | 5 | 5  | 3  | 1,667 | 142 | 126 | 1,127 | Vòng 16 đội         |
| 3  | Fijałek – Prudel (POL)        | 3  | 1 | 2 | 4 | 3  | 5  | 0,600 | 126 | 140 | 0,900 | Playoff             |
| 4  | Grimalt E. – Grimalt M. (CHI) | 3  | 0 | 3 | 3 | 1  | 6  | 0,167 | 103 | 136 | 0,757 |                     |

| 7 tháng 8 năm 2016 13:00 |

| Nummerdor – Varenhorst  | 2–0 | Grimalt E. – Grimalt M. |
| (21–16, 21–13) Chi tiết |     |                         |

| Sân vận động Copacabana, Rio de Janeiro Khán giả: 8,433 Trọng tài: Elzir De Oliveira (BRA), Kritsada Panaseri (THA) |

| 7 tháng 8 năm 2016 23:00 |

| Krasilnikov – Semenov   | 2–0 | Fijałek – Prudel |
| (21–14, 21–13) Chi tiết |     |                  |

| Sân vận động Copacabana, Rio de Janeiro Khán giả: 7,329 Trọng tài: Davide Crescentini (ITA), Mariko Satomi (JPN) |

| 9 tháng 8 năm 2016 17:30 |

| Nummerdor – Varenhorst        | 2–1 | Fijałek – Prudel |
| (21–17, 19–21, 15–9) Chi tiết |     |                  |

| Sân vận động Copacabana, Rio de Janeiro Khán giả: 7,590 Trọng tài: Jonas Personeni (SUI), Giovanni Bake (RSA) |

| 9 tháng 8 năm 2016 23:00 |

| Krasilnikov – Semenov   | 2–0 | Grimalt E. – Grimalt M. |
| (21–17, 21–14) Chi tiết |     |                         |

| Sân vận động Copacabana, Rio de Janeiro Khán giả: 6,875 Trọng tài: José Padron (ESP), Carlos Rodríguez (PUR) |

| 11 tháng 8 năm 2016 12:00 |

| Fijałek – Prudel              | 2–1 | Grimalt E. – Grimalt M. |
| (21–13, 16–21, 15–9) Chi tiết |     |                         |

| Sân vận động Copacabana, Rio de Janeiro Khán giả: 7,838 Trọng tài: Juan Saavedra (COL), José Padron (ESP) |

| 11 tháng 8 năm 2016 13:00 |

| Nummerdor – Varenhorst        | 1–2 | Krasilnikov – Semenov |
| (15–21, 21–14, 9–15) Chi tiết |     |                       |

| Sân vận động Copacabana, Rio de Janeiro Khán giả: 7,838 Trọng tài: Daniel Apol (USA), Kritsada Panaseri (THA) |

### Bảng F
| VT | Đội                      | Tr | T | B | Đ | ST | SB | TSS   | ĐST | ĐSB | TSĐS  | Giành quyền tham dự |
| -- | ------------------------ | -- | - | - | - | -- | -- | ----- | --- | --- | ----- | ------------------- |
| 1  | Gavira – Herrera (ESP)   | 3  | 2 | 1 | 5 | 5  | 4  | 1,250 | 153 | 147 | 1,041 | Vòng 16 đội         |
| 2  | Cherif – Jefferson (QAT) | 3  | 2 | 1 | 5 | 4  | 4  | 1,000 | 135 | 145 | 0,931 | Vòng 16 đội         |
| 3  | Huber – Seidl (AUT)      | 3  | 1 | 2 | 4 | 4  | 4  | 1,000 | 145 | 140 | 1,036 | Vòng 16 đội         |
| 4  | Gibb – Patterson (USA)   | 3  | 1 | 2 | 4 | 3  | 4  | 0,750 | 125 | 126 | 0,992 |                     |

| 6 tháng 8 năm 2016 16:30 |

| Gibb – Patterson        | 2–0 | Cherif – Jefferson |
| (21–16, 21–16) Chi tiết |     |                    |

| Sân vận động Copacabana, Rio de Janeiro Trọng tài: Davide Crescentini (ITA), Kritsada Panaseri (THA) |

| 6 tháng 8 năm 2016 22:00 |

| Gavira – Herrera               | 2–1 | Huber – Seidl |
| (14–21, 21–17, 15–13) Chi tiết |     |               |

| Sân vận động Copacabana, Rio de Janeiro Khán giả: 3,135 Trọng tài: Jonas Personeni (SUI), Roman Pristovakin (RUS) |

| 8 tháng 8 năm 2016 13:00 |

| Gavira – Herrera               | 1–2 | Cherif – Jefferson |
| (21–13, 18–21, 12–15) Chi tiết |     |                    |

| Sân vận động Copacabana, Rio de Janeiro Trọng tài: Roman Pristovakin (RUS), Lucie Guillemette (CAN) |

| 8 tháng 8 năm 2016 16:30 |

| Gibb – Patterson        | 0–2 | Huber – Seidl |
| (18–21, 18–21) Chi tiết |     |               |

| Sân vận động Copacabana, Rio de Janeiro Khán giả: 8,593 Trọng tài: Elzir De Oliveira (BRA), José Padron (ESP) |

| 10 tháng 8 năm 2016 11:00 |

| Gibb – Patterson              | 1–2 | Gavira – Herrera |
| (19–21, 21–16, 7–15) Chi tiết |     |                  |

| Sân vận động Copacabana, Rio de Janeiro Khán giả: 7,245 Trọng tài: Wang Lijun (CHN), Giovanni Bake (RSA) |

| 10 tháng 8 năm 2016 12:00 |

| Huber – Seidl                  | 1–2 | Cherif – Jefferson |
| (21–18, 19–21, 12–15) Chi tiết |     |                    |

| Sân vận động Copacabana, Rio de Janeiro Khán giả: 7,245 Trọng tài: Charalampos Papadogoulas (GRE), Jonas Personeni (SUI) |

### Đội xếp thứ ba
Bảng dưới đây xếp hạng đội thứ ba có thành tích tốt nhất vòng bảng. Hai đội đứng đầu lọt vào vòng tiếp. Các đội còn lại sẽ tranh hai suất còn lại. Đội xếp thứ ba gặp đội thứ sáu, và đội thứ tư gặp đội thứ năm.

| VT | Đội                    | Tr | T | B | Đ | ST | SB | TSS   | ĐST | ĐSB | TSĐS  | Giành quyền tham dự |
| -- | ---------------------- | -- | - | - | - | -- | -- | ----- | --- | --- | ----- | ------------------- |
| 1  | Doppler – Horst (AUT)  | 3  | 2 | 1 | 5 | 5  | 2  | 2,500 | 133 | 145 | 0,917 | Vòng 16 đội         |
| 2  | Huber – Seidl (AUT)    | 3  | 1 | 2 | 4 | 4  | 4  | 1,000 | 145 | 140 | 1,036 | Vòng 16 đội         |
| 3  | Lupo – Nicolai (ITA)   | 3  | 1 | 2 | 4 | 4  | 4  | 1,000 | 144 | 142 | 1,014 | Playoff             |
| 4  | Saxton – Schalk (CAN)  | 3  | 1 | 2 | 4 | 3  | 5  | 0,600 | 138 | 149 | 0,926 | Playoff             |
| 5  | Fijałek – Prudel (POL) | 3  | 1 | 2 | 4 | 3  | 5  | 0,600 | 126 | 140 | 0,900 | Playoff             |
| 6  | Kantor – Łosiak (POL)  | 3  | 1 | 2 | 4 | 2  | 4  | 0,500 | 113 | 116 | 0,974 | Playoff             |

#### Playoff
| 11 tháng 8 năm 2016 23:00 |

| Lupo – Nicolai                 | 2–1 | Kantor – Łosiak |
| (21–12, 15–21, 15–13) Chi tiết |     |                 |

| Sân vận động Copacabana Court 1, Rio de Janeiro Trọng tài: Charalampos Papadogoulas (GRE), Wang Lijun (CHN) |

| 11 tháng 8 năm 2016 23:00 |

| Saxton – Schalk         | 2–0 | Fijałek – Prudel |
| (21–19. 21–18) Chi tiết |     |                  |

| Sân vận động Copacabana, Rio de Janeiro Khán giả: 7,741 Trọng tài: Juan Saavedra (COL), Davide Crescentini (ITA) |

## Vòng loại trực tiếp
Các cặp đấu vòng 16 đội được định đoạt bằng bốc thăm. Sáu đội đứng đầu vòng bảng sẽ được tách riêng. Rồi, các đội thắng vòng playoff được bốc thăm. Tiếp đến là hai đội hạng ba tốt nhất. Cuối cùng là bốc thăm các đội nhì bảng. Các đội cùng bảng sẽ không gặp nhau ở vòng 16 đội.
|  | Vòng 16 đội                   | Vòng 16 đội                  |                              |   | Tứ kết                      | Tứ kết          |              |              | Bán kết | Bán kết |  |  | Huy chương vàng | Huy chương vàng |
|  |                               |                              |                              |   |                             |                 |              |              |         |         |  |  |                 |                 |
|  |                               |                              |                              |   |                             |                 |              |              |         |         |  |  |                 |                 |
|  |                               |                              |                              |   |                             |                 |              |              |         |         |  |  |                 |                 |
|  | Carambula – Ranghieri (ITA)   | 0                            |                              |   |                             |                 |              |              |         |         |  |  |                 |                 |
|  | Carambula – Ranghieri (ITA)   | 0                            | 15 tháng Tám                 |   |                             |                 |              |              |         |         |  |  |                 |                 |
|  | Lupo – Nicolai (ITA)          | 2                            |                              |   |                             |                 |              |              |         |         |  |  |                 |                 |
|  | Lupo – Nicolai (ITA)          | 2                            | Lupo – Nicolai (ITA)         | 2 |                             |                 |              |              |         |         |  |  |                 |                 |
|  |                               |                              | Lupo – Nicolai (ITA)         | 2 |                             |                 |              |              |         |         |  |  |                 |                 |
|  |                               | Barsouk – Liamin (RUS)       | 1                            |   |                             |                 |              |              |         |         |  |  |                 |                 |
|  | Evandro – Pedro Solberg (BRA) | Barsouk – Liamin (RUS)       | 1                            | 1 |                             |                 |              |              |         |         |  |  |                 |                 |
|  | Evandro – Pedro Solberg (BRA) |                              | 16 tháng Tám                 | 1 |                             |                 |              |              |         |         |  |  |                 |                 |
|  | Barsouk – Liamin (RUS)        | 2                            |                              |   |                             |                 |              |              |         |         |  |  |                 |                 |
|  | Barsouk – Liamin (RUS)        | 2                            | Lupo – Nicolai (ITA)         | 2 |                             |                 |              |              |         |         |  |  |                 |                 |
|  |                               |                              | Lupo – Nicolai (ITA)         | 2 |                             |                 |              |              |         |         |  |  |                 |                 |
|  |                               | Krasilnikov – Semenov (RUS)  | 1                            |   |                             |                 |              |              |         |         |  |  |                 |                 |
|  | Krasilnikov – Semenov (RUS)   | Krasilnikov – Semenov (RUS)  | 1                            | 2 |                             |                 |              |              |         |         |  |  |                 |                 |
|  | Krasilnikov – Semenov (RUS)   | 15 tháng Tám                 |                              | 2 |                             |                 |              |              |         |         |  |  |                 |                 |
|  | Cherif – Jefferson (QAT)      | 0                            |                              |   |                             |                 |              |              |         |         |  |  |                 |                 |
|  | Cherif – Jefferson (QAT)      | 0                            | Krasilnikov – Semenov (RUS)  | 2 |                             |                 |              |              |         |         |  |  |                 |                 |
|  |                               |                              | Krasilnikov – Semenov (RUS)  | 2 |                             |                 |              |              |         |         |  |  |                 |                 |
|  |                               | Díaz – González (CUB)        | 1                            |   |                             |                 |              |              |         |         |  |  |                 |                 |
|  | Doppler – Horst (AUT)         | Díaz – González (CUB)        | 1                            | 0 |                             |                 |              |              |         |         |  |  |                 |                 |
|  | Doppler – Horst (AUT)         |                              | 19 tháng Tám                 | 0 |                             |                 |              |              |         |         |  |  |                 |                 |
|  | Díaz – González (CUB)         | 2                            |                              |   |                             |                 |              |              |         |         |  |  |                 |                 |
|  | Díaz – González (CUB)         | 2                            | Lupo – Nicolai (ITA)         | 0 |                             |                 |              |              |         |         |  |  |                 |                 |
|  |                               |                              | Lupo – Nicolai (ITA)         | 0 |                             |                 |              |              |         |         |  |  |                 |                 |
|  |                               | Alison – Bruno Schmidt (BRA) | 2                            |   |                             |                 |              |              |         |         |  |  |                 |                 |
|  | Dalhausser – Lucena (USA)     | Alison – Bruno Schmidt (BRA) | 2                            | 2 |                             |                 |              |              |         |         |  |  |                 |                 |
|  | Dalhausser – Lucena (USA)     | 15 tháng Tám                 |                              | 2 |                             |                 |              |              |         |         |  |  |                 |                 |
|  | Huber – Seidl (AUT)           | 0                            |                              |   |                             |                 |              |              |         |         |  |  |                 |                 |
|  | Huber – Seidl (AUT)           | 0                            | Dalhausser – Lucena (USA)    | 1 |                             |                 |              |              |         |         |  |  |                 |                 |
|  |                               |                              | Dalhausser – Lucena (USA)    | 1 |                             |                 |              |              |         |         |  |  |                 |                 |
|  |                               | Alison – Bruno Schmidt (BRA) | 2                            |   |                             |                 |              |              |         |         |  |  |                 |                 |
|  | Alison – Bruno Schmidt (BRA)  | Alison – Bruno Schmidt (BRA) | 2                            | 2 |                             |                 |              |              |         |         |  |  |                 |                 |
|  | Alison – Bruno Schmidt (BRA)  |                              | 16 tháng Tám                 | 2 |                             |                 |              |              |         |         |  |  |                 |                 |
|  | Gavira – Herrera (ESP)        | 0                            |                              |   |                             |                 |              |              |         |         |  |  |                 |                 |
|  | Gavira – Herrera (ESP)        | 0                            | Alison – Bruno Schmidt (BRA) | 2 |                             |                 |              |              |         |         |  |  |                 |                 |
|  |                               |                              | Alison – Bruno Schmidt (BRA) | 2 |                             |                 |              |              |         |         |  |  |                 |                 |
|  |                               | Brouwer – Meeuwsen (NED)     | 1                            |   | Huy chương đồng             | Huy chương đồng |              |              |         |         |  |  |                 |                 |
|  | Ontiveros – Virgen (MEX)      | Brouwer – Meeuwsen (NED)     | 1                            | 0 | Huy chương đồng             | Huy chương đồng |              |              |         |         |  |  |                 |                 |
|  | Ontiveros – Virgen (MEX)      | 15 tháng Tám                 | 15 tháng Tám                 | 0 |                             |                 | 18 tháng Tám | 18 tháng Tám |         |         |  |  |                 |                 |
|  | Nummerdor – Varenhorst (NED)  | 15 tháng Tám                 | 15 tháng Tám                 | 2 |                             |                 | 18 tháng Tám | 18 tháng Tám |         |         |  |  |                 |                 |
|  | Nummerdor – Varenhorst (NED)  | Nummerdor – Varenhorst (NED) | 0                            | 2 | Krasilnikov – Semenov (RUS) | 0               |              |              |         |         |  |  |                 |                 |
|  |                               |                              | 0                            |   | Krasilnikov – Semenov (RUS) | 0               |              |              |         |         |  |  |                 |                 |
|  |                               | Brouwer – Meeuwsen (NED)     | 2                            |   | Brouwer – Meeuwsen (NED)    | 2               |              |              |         |         |  |  |                 |                 |
|  | Saxton – Schalk (CAN)         | Brouwer – Meeuwsen (NED)     | 2                            | 0 | Brouwer – Meeuwsen (NED)    | 2               |              |              |         |         |  |  |                 |                 |
|  | Saxton – Schalk (CAN)         |                              |                              | 0 |                             |                 |              |              |         |         |  |  |                 |                 |
|  | Brouwer – Meeuwsen (NED)      | 2                            |                              |   |                             |                 |              |              |         |         |  |  |                 |                 |
|  | Brouwer – Meeuwsen (NED)      | 2                            |                              |   |                             |                 |              |              |         |         |  |  |                 |                 |

### Vòng 16 đội
| 12 tháng 8 năm 2016 12:00 |

| Krasilnikov – Semenov   | 2–0 | Cherif – Jefferson |
| (21–13, 21–13) Chi tiết |     |                    |

| Sân vận động Copacabana, Rio de Janeiro Khán giả: 7,237 Trọng tài: Vương Lập Quân (CHN), Charalampos Papadogoulas (GRE) |

| 12 tháng 8 năm 2016 15:00 |

| Doppler – Horst         | 0–2 | Díaz – González |
| (17–21, 14–21) Chi tiết |     |                 |

| Sân vận động Copacabana, Rio de Janeiro Khán giả: 5,756 Trọng tài: Daniel Apol (USA), Jonas Personeni (SUI) |

| 12 tháng 8 năm 2016 20:00 |

| Ontiveros – Virgen      | 0–2 | Nummerdor – Varenhorst |
| (18–21, 15–21) Chi tiết |     |                        |

| Sân vận động Copacabana, Rio de Janeiro Khán giả: 7,878 Trọng tài: Roman Pristovakin (RUS), José Padron (ESP) |

| 12 tháng 8 năm 2016 23:00 |

| Carambula – Ranghieri   | 0–2 | Lupo – Nicolai |
| (12–21, 21–23) Chi tiết |     |                |

| Sân vận động Copacabana, Rio de Janeiro Khán giả: 5,247 Trọng tài: Mário Ferro (BRA), Juan Saavedra (COL) |

| 13 tháng 8 năm 2016 11:00 |

| Alison – Bruno Schmidt  | 2–0 | Gavira – Herrera |
| (24–22, 21–13) Chi tiết |     |                  |

| Sân vận động Copacabana, Rio de Janeiro Khán giả: 5,989 Trọng tài: Charalampos Papadogoulas (GRE), Wang Lijun (CHN) |

| 13 tháng 8 năm 2016 16:00 |

| Evandro – Pedro Solberg        | 1–2 | Barsouk – Liamin |
| (21–16, 14–21, 10–15) Chi tiết |     |                  |

| Sân vận động Copacabana, Rio de Janeiro Khán giả: 8,778 Trọng tài: Juan Saavedra (COL), Roman Pristovakin (RUS) |

| 13 tháng 8 năm 2016 19:00 |

| Saxton – Schalk         | 0–2 | Brouwer – Meeuwsen |
| (12–21, 15–21) Chi tiết |     |                    |

| Sân vận động Copacabana, Rio de Janeiro Khán giả: 6,449 Trọng tài: Jonas Personeni (SUI), Davide Crescentini (ITA) |

| 14 tháng 8 năm 2016 00:00 |

| Dalhausser – Lucena     | 2–0 | Huber – Seidl |
| (21–14, 21–15) Chi tiết |     |               |

| Sân vận động Copacabana, Rio de Janeiro Khán giả: 8,180 Trọng tài: José Padron (ESP), Kritsada Panaseri (THA) |

### Tứ kết
| 15 tháng 8 năm 2016 16:00 |

| Dalhausser – Lucena           | 1–2 | Alison – Bruno Schmidt |
| (14-21, 21-12, 9-15) Chi tiết |     |                        |

| Sân vận động Copacabana, Rio de Janeiro Khán giả: 8,256 Trọng tài: Jonas Personeni (SUI), Satomi Mariko (JPN) |

| 15 tháng 8 năm 2016 17:00 |

| Nummerdor – Varenhorst  | 0–2 | Brouwer – Meeuwsen |
| (23-25, 17-21) Chi tiết |     |                    |

| Sân vận động Copacabana, Rio de Janeiro Trọng tài: José Padron (ESP), Roman Pristovakin (RUS) |

| 15 tháng 8 năm 2016 23:00 |

| Lupo – Nicolai                 | 2–1 | Barsouk – Liamin |
| (21–18, 20–22, 15–11) Chi tiết |     |                  |

| Sân vận động Copacabana, Rio de Janeiro Khán giả: 3,318 Trọng tài: Daniel Apol (USA), Elzir De Oliveira (BRA) |

| 15 tháng 8 năm 2016 23:59 |

| Krasilnikov – Semenov          | 2–1 | Díaz – González |
| (22–20, 22–24, 18–16) Chi tiết |     |                 |

| Sân vận động Copacabana, Rio de Janeiro Khán giả: 7,042 Trọng tài: Charalampos Papadogoulas (GRE), Mário Ferro (BRA) |

### Bán kết
| 16 tháng 8 năm 2016 |

| Alison – Bruno Schmidt         | 2–1 | Brouwer – Meeuwsen |
| (21–17, 21–23, 16–14) Chi tiết |     |                    |

| Sân vận động Copacabana, Rio de Janeiro Trọng tài: Charalampos Papadogoulas (GRE), Roman Pristovakin (RUS) |

| 16 tháng 8 năm 2016 |

| Lupo – Nicolai                 | 2–1 | Krasilnikov – Semenov |
| (15–21, 21–16, 15–13) Chi tiết |     |                       |

| Sân vận động Copacabana, Rio de Janeiro |

### Trận tranh huy chương đồng
| 18 tháng 8 năm 2016 22:00 |

| Brouwer – Meeuwsen      | 2–0 | Krasilnikov – Semenov |
| (23–21, 22–20) Chi tiết |     |                       |

| Sân vận động Copacabana, Rio de Janeiro |

### Trận tranh huy chương vàng
| 19 tháng 8 năm 2016 00:00 |

| Alison – Bruno Schmidt  | 2–0 | Lupo – Nicolai |
| (21–19, 21–17) Chi tiết |     |                |

| Sân vận động Copacabana, Rio de Janeiro |

## Xếp hạng chung cuộc
| Rank | Team                          | Seed |
| ---- | ----------------------------- | ---- |
| 1    |                               |      |
| 2    |                               |      |
| 3    |                               |      |
| 4    |                               |      |
| 5    |                               |      |
|      |                               |      |
|      |                               |      |
|      |                               |      |
| 9    |                               |      |
|      |                               |      |
|      |                               |      |
|      |                               |      |
|      |                               |      |
|      |                               |      |
|      |                               |      |
|      |                               |      |
| 17   | Kantor – Łosiak (POL)         | 11   |
| 17   | Fijałek – Prudel (POL)        | 14   |
| 19   | Gibb – Patterson (USA)        | 6    |
| 19   | Samoilovs – Šmēdiņš (LAT)     | 8    |
| 19   | Böckermann – Flüggen (GER)    | 15   |
| 19   | Belhaj – Naceur (TUN)         | 19   |
| 19   | Grimalt E. – Grimalt M. (CHI) | 21   |
| 19   | Binstock – Schachter (CAN)    | 23   |